# 元萇
元 萇（げん ちょう、458年 - 515年）は、北魏の皇族。松滋侯。艾陵伯。字は於巓。曾祖父の拓跋度は拓跋孤の孫にあたる。弟は元珍。従弟は元天穆。

## 経歴
松滋侯拓跋平（拓跋乙斤の子）の子として生まれた。468年（皇興2年）、松滋侯の爵位を嗣いだ。鎮遠将軍の号を受けた。488年（太和12年）、建威将軍・高柳郡太守に任じられた。まもなく輔国将軍に転じ、代尹をつとめた。492年（太和16年）、柔然に対する北伐がおこなわれると、元萇は本官のまま仮節・征虜将軍となり、西道の別将として北征した。493年（太和17年）、洛陽への遷都がはじまると、元萇は平城の留守をつとめた。後に持節・平北将軍・懐朔鎮都大将に転じた。497年（太和21年）、孝文帝が南征の軍を起こすと、元萇は前軍を率いて先鋒をつとめた。また高車に対する北伐や、奚に対する東征で、二道の都将をつとめた。
500年（景明元年）、営構太極都将となった。持節・鎮遠将軍・撫冥鎮都大将に転じた。持節・輔国将軍として南征に参加し、梁城や鍾離で戦った。太中大夫・兼太常卿・散騎常侍に転じた。新たに帰順した柔然を三州七鎮に住まわせ、宣武帝の命を受けて大使として北巡した。使持節・都督恒州諸軍事・征虜将軍・恒州刺史として出向した。後に北中郎将となり河内郡太守を兼ねた。永平年間、河南尹・河南邑中正をつとめた。使持節・散騎常侍・都督関西諸軍事・安西将軍・雍州刺史に転じた。515年（延昌4年）7月11日、死去した。侍中・鎮北大将軍・定州刺史の位を追贈された。享年は58。諡は成といった。

## 子女
- 元子華
- 元子思

## 伝記資料
- 『魏書』巻14 列伝第2
- 『北史』巻15 列伝第3
- 魏故侍中鎮北大将軍定州刺史松滋成侯元君墓誌銘（元萇墓誌）